# ダイオウギス
ダイオウギス(Sillaginodes punctatus)はキスの一種。オーストラリア南岸固有種である。全長72cm・体重4.8kgに達するキス科の最大種である。細長い体型と独特な斑点から同定は容易である。波の少ない湾内などの砂地・アマモ場などに生息するが、成魚はより深い大陸棚にも進出する。底生の肉食魚で、甲殻類・多毛類・貝類・魚などを食べる。オーストラリア南部の商業漁業において最も重要な魚種の一つで、年間500万豪ドル以上の漁獲高があると報告されている。釣りやすさと味の良さから釣りの対象ともなる。

## 分類
Sillaginodes 属唯一の種である。1829年、キング・ジョージ・サウンド産の標本を基にジョルジュ・キュヴィエによりSillago punctataとして記載された。1861年、Theodore Gillは形態的特徴から単型属Sillaginodesを創設し、本種を置いた。キュヴィエがホロタイプを指定しなかったか、紛失したため多くのシノニムが命名されたが、1985年、McKayによりレクトタイプが指定された。様々な英名があるが、最初の標本の採集地に由来する“King George whiting”が一般に用いられている。斜めに並んだ体側の斑点に由来するspotted whitingなど、特にオーストラリア外の市場では他の名が用いられることもある。

## 形態
基本的な形態は他のキス類と同じであり、細長く側扁した体、先細りになった口を持つ。Sillaginodes属の特徴として、第一背鰭が12-13棘条であること、第二背鰭が1棘25-27軟条であること、脊椎骨数は42-44であることが挙げられる。キス類の最大種であるため、側線鱗数が129-147と多いことも特徴である。他のキス類と確実に区別できる形質としては、鰾の形態が挙げられる。鰾の後方は先細りとなっており、背面の前方には角のような1対の突起がある。キス属のような、鰾の下面から伸びた管状突起はない。
体色も特徴的であり、背面は薄いキツネ色から緑褐色、腹面は白-銀色。体側を斜めに走る茶色い斑点の列があるが、死ぬと消失する。尾鰭・臀鰭・胸鰭は明褐色で、尾鰭には濃緑色の斑点がある場合もある。
全長72cm・体重4.8kgになる。

## 分布

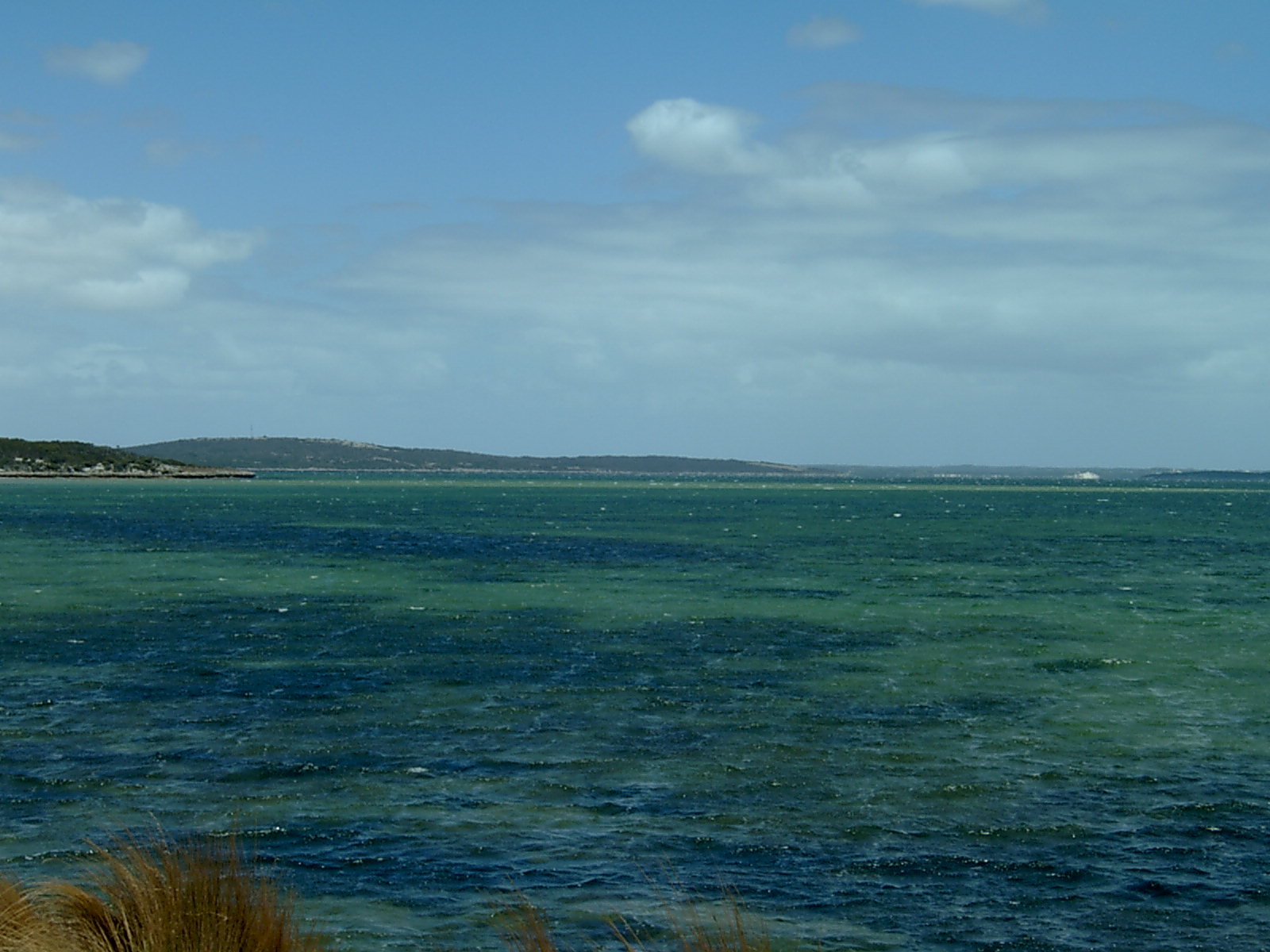
アマモ場・砂地のある典型的な生息地

オーストラリア南部固有種であり、西オーストラリア州南部・南オーストラリア州・ビクトリア州、稀にニューサウスウェールズ州南部でも見られる。西限は西オーストラリア州のJurien Bay、東限はニューサウスウェールズ州のボタニー湾と報告されている。
本土の海岸線や点在する島々の内湾・三角江・入江で最もよく見られる。成魚と稚魚では生息場所に差があり、稚魚はより浅い場所に出現する。餌場と外敵からの保護を得られるため、若魚は湾内のアマモ場を好む。稚魚は他のキス類などと共に群れを作ることがある。成魚は群れを作らず、沖合の深みに移動するが、稀に浅部に出現することもある。

## 生態

### 餌
他のキスのように底生生物の捕食に適応している。大型のキス類は全て、突き出す顎と管状の口で、堆積物の上・内部の餌を吸い込むように捕食するという方法をとる。捕食時には視覚に頼らず、獲物が発する振動を感知していることが示されている。
消化管内容物の調査では、主に端脚類・カイアシ・多毛類を食べることが示された。オーストラリア南西部での調査では、他のキス類と異なり、軟体動物を全く食べないことが示された。また、棘皮動物を餌とするキス類は多いが、本種はあまり食べない。本種とシロギス属の数種は生息地が重複しているため、これはニッチ分割の一例とみなせるかもしれない。他には様々な甲殻類・他の魚・底生藻類などが餌となる。
上で述べたように、若魚はシマアジ・ヘダイ・他のキス類などとともに群れを作って摂餌することが知られる。大型個体はゴウシュウマダイ・ギンタカノハ・大型アジ類などの大型魚と同所に棲息するようになる。

### 天敵
本種、特に稚魚は渉禽類や大型の魚類の獲物となる。マルスズキ・コチ科・クロタチカマス科・ホソカマス・サメ・エイなどが主な捕食者である。様々な潜水鳥類（特にマミジロウ）、海獣（ハンドウイルカ・マイルカ）も本種を獲物とする。

### 繁殖
生後3-4年、雄は30cm・雌は34cmで性成熟する。これは漁獲が許可されている最低の大きさであり、漁獲前に繁殖できるように考慮されている。繁殖場所は地域によって変わり、河口で繁殖する場所もあれば、9 m程度の深みで繁殖する場所もある。繁殖は2-7月で記録されているが、5-6月が最も活発である。稚魚は遊泳力が低く、長距離を海流に乗って運ばれて定着する。

## 利用
味がよいため、オーストラリア南部では漁業・遊漁共に広く利用されている重要な魚種である。養殖の研究も行われているが、あまり成果は上がっていない。

### 漁業
主な商業漁業は、西のCedunaから東のセントビンセント湾まで行われている。また、ビクトリア州や西オーストラリア南西部でも小規模な漁業が営まれている。漁獲には底曳網・刺し網や延縄・手釣りが用いられる。この漁業はオーストラリアで最も重要なものであり、年間500万豪ドルの漁獲高があり、市場で高く売買されている。1980年代後半を通じて、本種は南オーストラリア州の漁獲量の60%を占めていた。

### 釣り
味がよいため、オーストラリア南部ではよく釣りの対象とされる。沿岸域の多くの街は、本種を目当てにした釣り人によって観光収入を得ている。容易に釣ることができ、特殊な餌や釣具は必要ない。釣り船も不要で、防波堤・砂浜・岩場から釣ることができる。餌は主に ピピガイが用いられるが、ゴカイ・蛆・イカ・切り身・他の貝類なども用いることができる。深部に住む大型個体は、イワシを餌にしたタイやギンタカノハ狙いの釣りで釣れることがある。
州ごとに全長・匹数に応じて捕獲制限が行われている。ビクトリア州では一人あたり20匹まで、全長27 cm以上に制限されている 。
南オーストラリア州では、一人あたり12匹まで、全長は東経136°以東では31 cm、以西では30 cm以上に、西オーストラリア州では一人あたり8匹まで、全長28 cm以上に制限されている。

### 養殖
価値が高いため、養殖の可能性が検討されているが、長い幼生期がその実現を阻んでいる。他の問題としては、飼育下でのみ発生する未知の寄生虫がある。甲状腺ホルモンによって幼生の成長を促進する手法を用いることができるかもしれない。